# Mažeikiai
Mažeikiai je grad na sjeverozapadu Litve, na rijeci Venti. Grad ima 40.277 stanovnika čime je osmi najveći grad u Litvi. Grad je administativno središte okruga Mažeikiai, u županiji Telšiai. To je najveći grad u zemlji koji nema vlastitu županiju.

## Povijest
Mažeikiai se prvi puta spominje u pisanim izvorima 1335. Kroničar reda Livonian pisao je o kampanji samoga reda tijekom koje je zemlja vojvode Mažeika devastirana. Grad s ubrzanim razvojem započinje 1869. kada je izgrađena željeznička pruga koja povezuje gradove Vilnius i Liepaja. 1894. u gradu je izgrađena pravoslavna, 1902. katolička, a 1906. evangeličko-luteranska crkva.
U razdoblju između 1899. i 1918. grad se nazivao Muravyov. 1924. Mažeikiai je proglašen gradom te je dobio gradska prava i ovlasti.

## Gospodarstvo
Velika ekonomska kriza (1929. – 1933.) zahvatila je i Mažeikiai, ali je tamo trajala veoma kratko. U gradu se nastavio industrijski razvoj. Braća Sadauskas otvorila su prvu pivovaru i parni mlin, počela se graditi elektrana, a gradska proizvodnja temeljila se na namještaju i mliječnim proizvodima. Tako je u Mažeikiaiju 1940. radilo 26 poduzeća, dok su 4 banke imale u gradu svoje kreditne udruge.
Tokom prve sovjetske okupacije grada u Drugom svjetskom ratu, provedena je nacionalizacija gospodarstva. Sam rat i razaranja grada bili su razlogom značajnog iseljavanja stanovništva, a time je obustavljen i daljnji razvoj grada.
U poslijeratnom razdoblju, industrijski razvoj se postepeno obanavlja. Tako u gradu započinje rad onih gospodarskih djelatnosti koje su se obavljale u gradu i prije rata. 1959. u Mažeikiaiju je osnovana elektrotehnička tvornica koja se bavila proizvodnjom motora za perilice rublja. Nakon desetljeća rada, proizvodni asortiman tvornice je proširen na proizvodnju kompresora za hladnjake.
Tako je poslijeratni industrijski razvoj grada utjecao na povećanje gradske populacije.

### Rafinerija nafte
1980. u gradu je otvorena rafinerija nafte Mažeikių Nafta. Upravo je razvojem naftne industrije započelo Mažeikiaijevo zlatno doba. Danas je to jedno od najvećih industrijskih postrojenja u Litvi.
Privatizacija tvrtke, odnosno njena prodaja američkoj energetskoj kompaniji Williams, izazvala je mnogo skandala i afera u litavskoj Vladi. Suočen s financijskim problemima, Williams je gradsku rafineriju prodao ruskoj tvrtki Yukos. Nakon bankrota Yukosa, litavska Vlada i poljska naftna kompanija PKN Orlen potpisali su 2006. ugovor o prodaji gradske rafinerije PKN Orlenu. Osim Vlade, i Yukos je potpisao sporazum o prodaji svojih dionica Mažeikių Nafte poljskoj tvrtki. Otkup dionica završen je 15. prosinca 2006. kada je PKN Orlen platio Yukosu 1,492 mljrd. USD, a litavskoj Vladi nešto manje od 852 milijuna USD.

### Privatizacija
Nakon litavskog odcjepljenja od SSSR-a i proglašenjem nezavisnosti Litve, grad se suočio s loše provedenom privatizacijom te gubitkom ruskog tržišta zbog stečaja mnogih domaćih tvrtki. To je uzrokovalo poslovnu stagnaciju i povećanje nezaposlenosti.
Najveće kontroverze izazvala je privatizacija najveće gradske tvrtke, rafinerije Mažeikių Nafta koja je do 2006. "promijenila" čak tri strana vlasnika.

## Sestrinski gradovi
Mažeikiai je sestrinski grad sa šest europskih gradova, i to sa:
| - Płock, Poljska - Navapolack, Bjelorusija - Saldus, Latvija | - Paide, Estonija - Havirov, Češka - Maribo, Danska |

## Vanjske poveznice
- Web stranica grada  Arhivirana inačica izvorne stranice od 27. lipnja 2006. (Wayback Machine)
- Mazeikiu.info
- Memorijalna web stranica o židovskoj populaciji u gradu